# New Hope, Tennessee
New Hope är en ort i Marion County i delstaten Tennessee, USA.